# Lista de prefeitos de Coari
Esta é a lista de prefeitos, superintendentes e majores do município de Coari, estado brasileiro do Amazonas.
| Nº | Nome                                                               | Imagem                         | Partido                                          | Início do mandato       | Fim do mandato                          | Observações |
| 1  | Major João Dantas de Oliveira                                      |                                | Partido Progressista PP                          | 26 de novembro de 1917  | 25 de setembro de 1920                  | Intendente nomeado |
| 2  | Coronel Lucas Pinheiro                                             |                                | Partido Progressista PP                          | 26 de setembro de 1920  | 12 de abril de 1926                     | Intendente nomeado |
| 3  | Péricles Moraes                                                    |                                | Partido Progressista PP                          | 13 de abril de 1926     | 31 de dezembro de 1926                  | Intendente nomeado |
| 4  | Herbert Lessa de Azevedo                                           |                                | Partido Liberal PL                               | 1° de janeiro de 1927   | 1° de agosto de 1932                    | Intendente nomeado assassinado durante o mandato |
| 5  | Alexandre Montoril (1º mandato)                                    |                                | Partido Liberal PL                               | 2 de agosto de 1932     | 14 de dezembro de 1936                  | Intendente nomeado |
| 6  | Alexandre Montoril (2º mandato)                                    |                                | Partido Liberal PL                               | 15 de dezembro de 1936  | 21 de julho de 1939                     | Intendente nomeado |
| 7  | Alexandre Montoril                                                 |                                | Partido Trabalhista Brasileiro PTB               | 22 de julho de 1939     | 30 de janeiro de 1948                   | Interventor nomeado pelo Estado Novo |
| 8  | Edgar Gama Rodrigues                                               |                                | União Democrática Nacional UDN                   | 31 de janeiro de 1948   | 30 de janeiro de 1950                   | |
| 9  | Francisco Areal Souto                                              |                                | Partido Social Democrático PSD                   | 31 de janeiro de 1951   | 30 de janeiro de 1956                   | |
| 10 | Dorval Santos Melo                                                 |                                | Partido Trabalhista Brasileiro PTB               | 31 de janeiro de 1956   | 30 de janeiro de 1959                   | |
| 11 | Alexandre Montoril (3º mandato)                                    |                                | Partido Social Democrático PSD                   | 31 de janeiro de 1959   | 30 de janeiro de 1963                   | |
| 12 | Clemente Vieira Soares (1º mandato)                                |                                | União Democrática Nacional UDN                   | 31 de janeiro de 1963   | 30 de janeiro de 1969                   | |
| 13 | Mussa Abrahim Neto                                                 |                                | Aliança Renovadora Nacional ARENA                | 31 de janeiro de 1969   | 31 de janeiro de 1973                   | |
| 14 | Enedito Monteiro da Silva                                          |                                | Aliança Renovadora Nacional ARENA                | 1° de fevereiro de 1973 | 31 de janeiro de 1977                   | |
| 15 | Clemente Vieira Soares (2º mandato)                                |                                | Partido Democrático Social PDS                   | 1° de fevereiro de 1977 | 31 de janeiro de 1983                   | |
| 16 | Roberval Rodrigues da Silva (1º mandato)                           |                                | Partido da Frente Liberal PFL                    | 1° de fevereiro de 1983 | 31 de dezembro de 1988                  | Prefeito eleito em sufrágio universal |
| 16 | Evandro Aquino de Oliveira                                         |                                | Partido da Frente Liberal PFL                    | 1º de janeiro de 1989   | 31 de dezembro de 1992                  | Prefeito eleito em sufrágio universal |
| 17 | Odair Carlos Geraldo                                               |                                | Partido Republicano Progressista PRP             | 1º de janeiro de 1993   | 13 de agosto de 1995                    | Prefeito eleito assassinado durante o mandato |
| 18 | Jamil Araújo de Moraes                                             |                                | Partido da Reconstrução Nacional PRN             | 14 de agosto de 1995    | 31 de dezembro de 1996                  | Vice-prefeito eleito no cargo de prefeito |
| 19 | Roberval Rodrigues da Silva (2º mandato)                           |                                | Partido da Frente Liberal PFL                    | 1º de janeiro de 1997   | 31 de dezembro de 2000                  | Prefeito eleito em sufrágio universal |
| 20 | Manuel Adail Amaral Pinheiro (Tefé, 09.12.1962–)                   |                                | Partido Liberal PL                               | 1º de janeiro de 2001   | 31 de dezembro de 2004                  | Prefeito eleito em sufrágio universal |
| 20 | Manuel Adail Amaral Pinheiro (Tefé, 09.12.1962–)                   | Partido Popular Socialista PPS | 1º de janeiro de 2005                            | 31 de dezembro de 2008  | Prefeito reeleito em sufrágio universal | |
| 21 | Rodrigo Alves da Costa (Coari, 20.04.1976–)                        |                                | Partido Progressista PP                          | 1º de janeiro de 2009   | 30 de julho de 2009                     | Prefeito eleito em sufrágio universal cassado por decisão judicial |
| 22 | Iranilson da Silva Medeiros (Coari, 13.12.1965–30.01.2024)         |                                | Democratas DEM                                   | 31 de julho de 2009     | 1º de agosto de 2009                    | Prefeito interino |
| 23 | Emídio Rodrigues Neto (Manaus, 01.08.1960–)                        |                                | Partido Progressista PP                          | 2 de agosto de 2009     | 16 de outubro de 2009                   | Prefeito interino |
| 24 | Arnaldo Almeida Mitouso (Coari, 01.05.1958–)                       |                                | Partido da Mobilização Nacional PMN              | 17 de outubro de 2009   | 31 de dezembro de 2012                  | Prefeito eleito em sufrágio universal em eleições suplementares de 20.09.2009 |
| 25 | Manuel Adail Amaral Pinheiro (Tefé, 09.12.1962–)                   |                                | Partido Republicano Progressista PRP             | 1º de janeiro de 2013   | 8 de fevereiro de 2014                  | Prefeito eleito em sufrágio universal preso durante o mandato |
| 26 | Igson Monteiro da Silva (Coari, 06.01.1980–)                       |                                | Partido do Movimento Democrático Brasileiro PMDB | 9 de fevereiro de 2014  | 15 de abril de 2015                     | Vice-prefeito eleito no cargo de prefeito |
| 27 | Raimundo Nonato de Araújo Magalhães (Cruzeiro do Sul, 08.09.1963–) |                                | Partido Republicano Brasileiro PRB               | 16 de abril de 2015     | 31 de dezembro de 2016                  | Prefeito eleito por ocupar o segundo lugar nas eleições de 2012 |
| 28 | Adail José Figueiredo Pinheiro                                     |                                | Partido Progressista PP                          | 1º de janeiro de 2017   | 18 de novembro de 2020                  | Prefeito eleito em sufrágio universal. Renunciou por motivos de saúde Foi reeleito, porém teve seu registro de candidatura cassado pelo Tribunal Regional Eleitoral do Amazonas (TRE-AM) |
| 29 | Jeany de Paula Amaral Pinheiro                                     |                                | Progressistas PP                                 | 18 de novembro de 2020  | 16 de dezembro de 2021                  | Presidente da Câmara Municipal no cargo de titular interinamente. Assumiu posteriormente após cassação de Adail Filho pelo Tribunal Regional Eleitoral do Amazonas (TRE-AM)              |
| 30 | Keitton Wyllyson Pinheiro Batista                                  |                                | Progressistas PP                                 | 16 de dezembro de 2021  | 31 de dezembro de 2024                  | Prefeito eleito em sufrágio universal |
| 31 | Manuel Adail Amaral Pinheiro (Tefé, 09.12.1962–)                   |                                | Republicanos REP                                 | 1° de janeiro de 2025   | Atualidade                              | Prefeito eleito em sufrágio universal |